# Ermita de la Salut (Tarragona)
L'Ermita de la Salut és una obra historicista de Tarragona protegida com a Bé Cultural d'Interès Local.

## Descripció
Temple neogòtic de gran simplicitat amb coberta a dues aigües amb teules esmaltades. Una sola nau el conforma i un campanar d'espadanya sobre la portalada el corona.

## Història
Lloc típic de romiatge a l'estiu i per Pasqua, fou construït en un terreny cedit per Lluís Figuerola.
Es va fer malbé durant la Guerra Civil i es va reconstruir l'any següent.